# Vládní vojsko
Vládní vojsko (německy Regierungstruppe des Protektorats Böhmen und Mähren) byly ozbrojené složky Protektorátu Čechy a Morava.

## Vznik vládního vojska

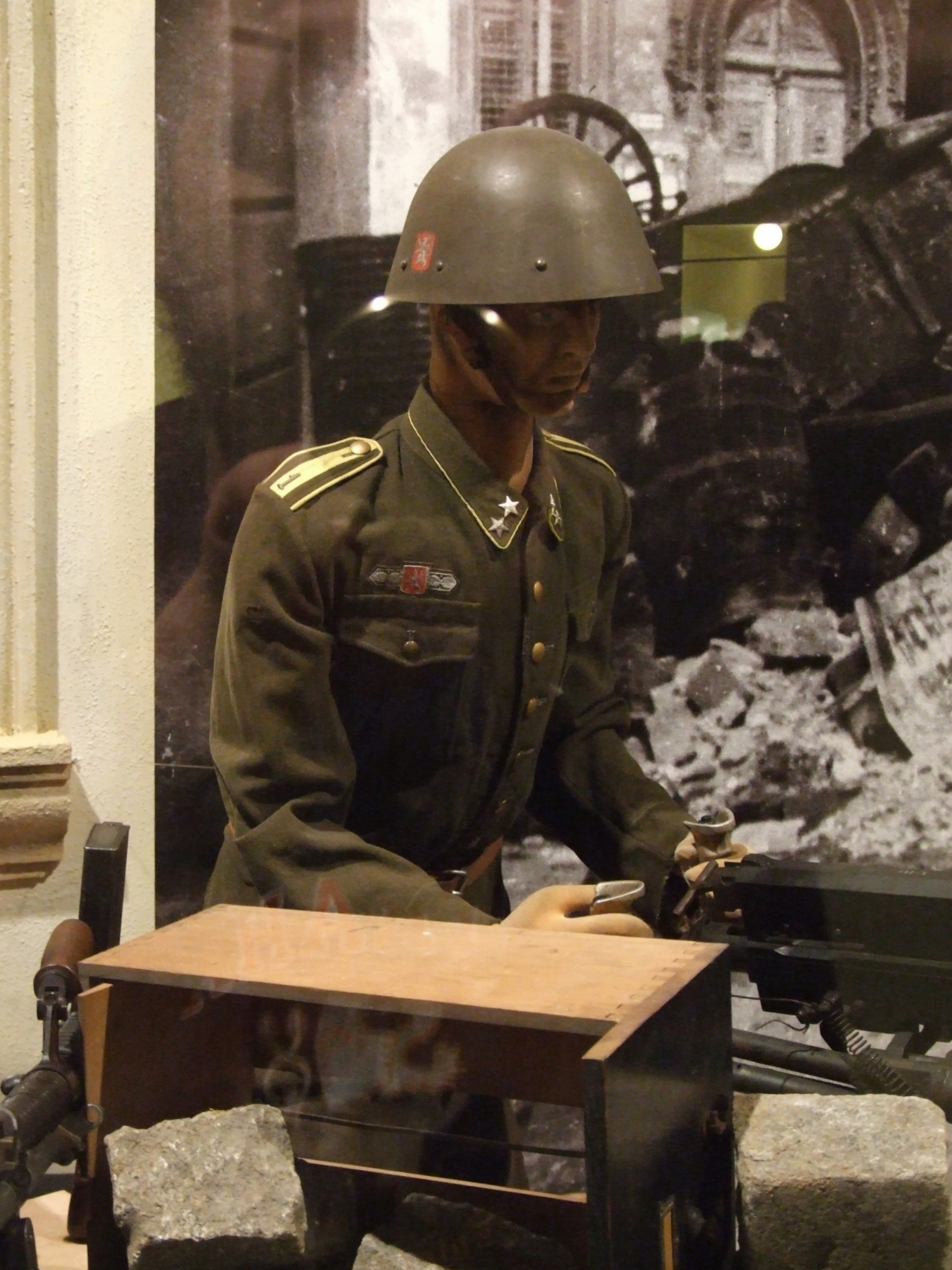
Vládní vojsko – uniforma

Vládní vojsko bylo utvořeno po vzniku Protektorátu Čechy a Morava k „udržení vnitřní bezpečnosti a pořádku“. Oficiálně vzniklo nařízením protektorátní vlády č. 216/39Sb z 25. července 1939. Jedním z důvodů pro německý souhlas se zřízením protektorátního vojska byla snaha vytvořit zdání určité samostatnosti Protektorátu a také zabránit tomu, aby se hromadně propouštění vojáci zrušené Československé armády přidávali k odboji. Maximální tabulkový stav vládního vojska byl stanoven na 7 000 vojáků (z toho 280 důstojníků) a 350 občanských zaměstnanců, skutečný počet při jeho vzniku činil 5 940 bývalých vojáků z povolání a délesloužících československé armády. Každoročně k 1. říjnu se prováděl odvod nováčků výhradně z řad dobrovolníků. Pro přijetí do vládního vojska byl potřebný věk 18–25 let, výška alespoň 165 cm, ukončené základní vzdělání, bezúhonnost a bezvadný zdravotní stav. Přijímáni byli pouze svobodní a bezdětní muži české národnosti. Délka vojenské služby byla stanovena na 25 let. Z vládního vojska byli do července 1940 propuštěni všichni Židé a židovští míšenci, do konce roku 1943 museli odejít i bývalí legionáři. Roku 1944 již nábor nováčků neproběhl.

## Organizační struktura a funkcionáři
Nejvyšším orgánem vládního vojska byl Generální inspektorát sídlící v bývalé (i dnešní) budově Ministerstva obrany, jemu byly podřízené tři oblastní inspektoráty (odpovídající velitelstvím pluků). Vojsko bylo tvořeno 12 prapory o síle 480–540 mužů. Každý prapor se skládal z pěší, cyklistické, jezdecké a technické roty. Každá rota měla tři čety po třech družstvech, jen technická rota se skládala ze čtyř čet: ženijní, spojovací, pomocné a hudební. Hudební čety v počtu 27 hráčů a kapelník často vystupovaly na veřejnosti, což bylo důvodem ke vzniku dobové přezdívky „Háchovi Melody Boys“. Dále do organizační struktury spadaly tři vojenské sklady, vojenská nemocnice, ozdravovna, lyžařské výcvikové středisko a automobilové učiliště. Samotný Generální inspektorát tvořilo oddělení organizační, osobní, materiální, právní, zdravotní, výcvikové a intendantské, styčný orgán a 1 pomocná rota. Pro vnitřní účely byl 3× měsíčně vydáván časopis Vládní vojsko.
Generálním inspektorem vládního vojska byl jmenován generál I. třídy (bývalý československý brigádní generál) Jaroslav Eminger, který stál v jeho čele celou válku. Dohled nad vládním vojskem vykonával zplnomocněnec wehrmachtu, který měl k dispozici styčný štáb zvaný „Deutscher Verbindungsstab bei der Regierungstruppe des Protektorats Böhmen und Mähren“. Tuto funkci zastávali postupně generálové Erich Friderici (červenec 1939 až říjen 1941), Rudolf Toussaint (říjen 1941 až září 1943 a znovu od července 1944 do května 1945) a Ferdinand Schaal (září 1943 až červenec 1944).
Vojsko bylo dislokováno takto:
Oblastní inspektorát – Praha (gen. III. tř. František Fabián, od roku 1942 gen. III. tř. Karel Pražák)
- 1. prapor (Hradní stráž, stráž sídla protektorátního prezidenta) – Praha, Lány
- 2. prapor – Rakovník, Kralovice
- 3. prapor – Písek, Týn nad Vltavou
- 4. prapor – Čáslav, Benešov
- 5. prapor – Kutná Hora

Oblastní inspektorát II – Hradec Králové (gen. III. tř. Karel Procházka)
- 6. prapor – Hradec Králové
- 7. prapor – Josefov
- 8. prapor – Jičín, Turnov
- 11. prapor – Rychnov nad Kněžnou, Kostelec nad Orlicí

Oblastní inspektorát III – Brno (gen. III. tř. Eduard Horák)
- 9. prapor – Vysoké Mýto
- 10. prapor – Bučovice, Bzenec
- 12. prapor – Lipník nad Bečvou

Početní stav vojska několik let mírně stoupal. Nejvyššího čísla 6935 vojáků a 250 občanských zaměstnanců dosáhl na jaře 1944, následně proběhly čistky a odstraňování z německého pohledu nespolehlivých osob. Před odesláním do Itálie tak poklesl počet příslušníků vládního vojska na 5500, z nichž v Protektorátu zůstala zhruba desetina.

## Výzbroj, výcvik a využití vládního vojska
Jednotky byly cvičeny především pro strážní a přehlídkové úkoly. Vojáci procházeli atletickým, plaveckým, cyklistickým a jezdeckým výcvikem, důstojníci navíc trénovali šerm. Střelecký výcvik byl velmi omezený vzhledem k nízkým přídělům munice, ke „střelecké průpravě“ se často používaly vzduchovky. Taktická cvičení probíhala nejvýše na úrovni čety, jen zcela výjimečně roty, neboť většina vojáků se střídala na směny při nepřetržité ostraze železnic a tak se jednotky nemohly v plných počtech soustředit k výcviku.
Také výzbroj vojska byla jen lehká, v podstatě policejní (žádné letectvo, tanky, obrněné vozy, dělostřelectvo, ale ani kulomety, samopaly a dokonce ani ruční granáty a výbušniny). Tvořilo ji (k 1. červenci 1939): 5355 zastaralých pušek Mannlicher vz. 1895, 1088 pistolí ČZ vz. 24, 360 automatických pistolí, 1800 jezdeckých šavlí, 6255 bodáků, 1355 jízdních kol, 240 motocyklů, 64 osobních a 199 nákladních aut. V dubnu 1940 byly do výzbroje přidány ještě ruční dýmovnice pro případné rozhánění občanských nepokojů.
Vojáci byli využíváni od ledna 1940 především k ochraně železničních tratí, příležitostně při likvidaci živelních pohrom a jarním rozbíjení ledů na řekách, odstraňování následků bombardování a k různým pomocným, stavebním i zemědělským pracím. Jen zcela výjimečně bylo protektorátní ozbrojené složky použito k pátrání po parašutistech, sestřelených letcích nebo partyzánech. V těchto případech vládní vojáci i důstojníci úmyslně své úkoly plnili liknavě a při potírání odboje nevykazovali žádné výsledky. Dokumentováno je jen několik případů, kdy vojáci zabránili sabotážím na železnici. Čtyři oběti na životech při plnění služebních úkolů spadají na vrub výhradně pádům pod vlak.

## Úvahy o vyslání na frontu
Státní prezident Emil Hácha dvakrát učinil úřadu říšského protektora a německého státního ministra pro Čechy a Moravu formální nabídku vyslání „České legie“ na východní frontu[zdroj?], byl však vždy odmítnut, stejně jako obdobná iniciativa Vrchního velitelství wehrmachtu z roku 1942 a o rok později i ministra Moravce. Hitler se totiž na základě zkušeností z první světové války obával opakování hromadných dezercí českých vojáků k Rusům a tyto návrhy vetoval.[zdroj?]
Od začátku roku 1944 stoupaly německé obavy z toho, že by vládní vojsko mohlo být využito v boji proti nacistům přímo na území protektorátu, jak to pro závěrečnou fázi války plánovala československá exilová vláda.[zdroj?]

## Vládní vojsko v Itálii
| „                          | Musel bych dát všechny příslušníky Vládního vojska od generála Emingera až do posledního vojáka postřílet, proto je raději pošlu ven z protektorátu, abych odbojnému hnutí rázem udělal přítrž. | “ |
| — K. H. Frank na jaře 1944 | |   |

23. až 29. května 1944 proto německé okupační úřady odeslaly bez ohledu na protest generálního inspektora Emingera většinu vládního vojska (jedenáct praporů) do severní Itálie ke strážní službě a pomocným pracím.[zdroj?] Zde bylo zřízeno odloučené velitelství, tzv. Zasazený generální inspektorát ve Veroně a tři jemu podřízené Zasazené inspektoráty v Bologni, Varese a Turíně. Operačně podléhalo vládní vojsko oblastním velitelům SS Horní Itálie – Západ a Horní Itálie – Střed. Celkem do Itálie odjelo 5002 vládních vojáků, z toho 272 důstojníků. Po příjezdu do Itálie byly jednotky dovyzbrojeny samopaly a kulomety.[zdroj?]
Navzdory původnímu zákazu si situace vynutila i jejich nasazení v boji proti italským partyzánům. Tyto střety si na straně vládního vojska vyžádaly 10 padlých a 15 raněných. Dalších asi 800 vládních vojáků zběhlo (úředně „bylo odvlečeno“) a přidalo se k partyzánům bojujícím proti nacistickému Německu a italskému fašistickému režimu, jiní utekli přes hranice do Švýcarska. Část zběhů – 580 vojáků a 15 důstojníků – byla přesunuta do Francie, kde se v rámci Československé samostatné obrněné brigády pod velením generála Aloise Lišky zapojila do obléhání přístavu Dunkerque.[zdroj?]
K nejmasovější dezerci došlo 26. června 1944 nedaleko Turína, kde 52 mužů pod velením npor. Leopolda Vrány přešlo hromadně na stranu partyzánů. 11. srpna tento partyzánský oddíl vybojoval nejvýznamnější vítěznou bitvu u Val Orco, kde ze zálohy v horské soutěsce přepadl a rozprášil německo-italskou kolonu v počtu 1500 mužů (podle údajů partyzánů bylo zabito 300 fašistických vojáků).[zdroj?]
Zbylí vládní vojáci byli 4. října 1944 odzbrojeni (pouze důstojníci si směli ponechat osobní pistole), všech 11 praporů bylo zároveň přejmenováno na pracovní prapory a posláno na stavbu alpských opevnění. ZGI a dva ze tří ZI se vrátily domů a všem pracovním útvarům byl nadřízen Zasazený inspektorát I pod velením gen. Pražáka, jenž byl 15. října přejmenován na honosně znějící „Nejvyšší zasazený štáb vládního vojska Protektorátu Čechy a Morava v Itálii“.[zdroj?]
Neslavné italské působení vládního vojska dalo vzniknout posměšnému lidovému rčení „být platný jak vládní vojsko v Itálii“.

## Konec války, Pražské povstání a osvobození
| „               | Chtějí být považováni za spojeneckou jednotku? K čemu jim to bude? Doma je stejně všechny pověsí… | “ |
| — admirál Stone |                                                                                                   |   |

Na samém sklonku války došlo ke kapitulaci německých vojsk na italské frontě, čehož využili i bývalí „vladaři“, kteří se přejmenovali na „1. českou pěší brigádu v Itálii“ a požádali Spojence o přiznání statusu jednotky protifašistické koalice. Do konce války však zbývalo jen několik dní a tak se tato „brigáda“ žádných bojů již neúčastnila a požadovaný status jí stejně přiznán nebyl. V červenci 1945 se všech 11 praporů vrátilo do Čech. Nejprve byli vládní vojáci na několik týdnů internováni a prověřováni v Plzni a Praze-Strašnicích, odkud byli postupně propouštěni do civilu nebo převeleni k jiným složkám československé armády. 20. září 1945 byla brigáda bývalého vládního vojska rozpuštěna.
Vojáci 1. praporu vládního vojska, který zůstal v Praze pro plnění funkce hradní stráže a stráže protektorátního prezidenta Emila Háchy, se již 5. května 1945 v 10:30 na rozkaz gen. Emingera zapojili do Pražského povstání. Jedna skupina ze smíchovských kasáren vyjela podpořit povstalce v boji o budovu rozhlasu, jehož obraně velel kapitán vládního vojska Jaroslav Záruba. Dvě čety Hradní stráže bojovaly 5. května proti jednotkám SS u Pražského hradu. Vládní vojáci se podíleli také na obsazení německého obrněného vlaku a po celou dobu povstání na svozu a distribuci ukořistěných německých zbraní. 8. května se 3 čety účastnily bojů v okolí Staroměstského a Mariánského náměstí pod velením kpt. Macáka. Ve vojenské nemocnici na Smíchově bylo ošetřeno 328 zraněných povstalců.
Vládní vojsko jako organizovaný celek zaniklo rozhodnutím Ministerstva národní obrany 11. května 1945, následující den gen. Eminger ve svém posledním rozkaze určil likvidační komisi a příslušníci 1. praporu, účastnící se pražského povstání, byli přiděleni ke dvěma vznikajícím pěším plukům (28. a 5.) a pohotovostnímu motorizovanému praporu československé armády, který odjel obsazovat pohraničí.
Po osvobození byl velitel vládního vojska Jaroslav Eminger obviněn z kolaborace s Němci. V dubnu 1947 byl ale všech obvinění zbaven.

## Kontroverze
Pohled na tuto ozbrojenou složku byl vždy poněkud kontroverzní. Už během války si gen. Jaroslav Eminger do Londýna stěžoval prezidentu Benešovi, s nímž udržoval tajné spojení, že jsou jeho vojáci obyvatelstvem neprávem považováni za kolaboranty.[zdroj?] Již v prvních hodinách povstání se ale z pražského rozhlasu 5. května 1945 ráno ozvala známá výzva „Voláme české vojsko, voláme české četnictvo…“
Na jednu stranu se jednalo o organizaci sloužící oficiálně zájmům nacistického Německa, ovšem rozhodně ji nelze ztotožňovat se skutečnými kolaborantskými skupinami v jiných evropských zemích nebo profašistickými organizacemi u nás.[zdroj?] Vojáci skládali slib poslušnosti Adolfu Hitlerovi a zájmům Velkoněmecké říše. Většina příslušníků však smýšlela celou válku československy a motivací pro vstup byla spíše snaha vyhnout se totálnímu nasazení, než touha sloužit zájmům okupantů.[zdroj?] Skuteční zrádci národa se zde prakticky nevyskytovali navzdory snahám ministra Emanuela Moravce ve druhé polovině války dosazovat „aktivisticky“ smýšlející nebo alespoň bývalé rakousko-uherské důstojníky na vyšší místa.[zdroj?] Výjimky se ovšem našly jako například horlivý nacista gen. II. tř. Jan Obručník.[zdroj?]
Zajímavé je, že vládní vojsko bylo jedinou protektorátní institucí, kde se ve služebním styku používal výhradně český jazyk. 72 jeho příslušníků bylo pro odbojovou činnost zatčeno a 33 z nich posláno do koncentračních táborů, velké množství se přidalo při první příležitosti k odboji ať již v Itálii nebo doma.[zdroj?] I nejvyšší kruhy v čele s gen. Emingerem poskytovaly celou válku dostupné zpravodajské informace československému exilu.[zdroj?] Ani to však nic nezměnilo na tom, že se na příslušníky vládního vojska po roce 1948 hledělo „skrze prsty“ a příslušnost k této formaci byla významnou překážkou v jejich poválečných kariérních ambicích.[zdroj?]
Po válce asi nejznámějším „vladařem“ byl pozdější populární divadelní a filmový herec Karel Effa. Své vzpomínky mimo jiné z doby své služby ve vládním vojsku popsal v knize Ve znamení náhody.